# Orbital Sciences Corporation
Orbital Sciences Corporation (OSC), běžně pouze Orbital, byla americká společnost věnující se produkci a vypouštění umělých družic Země, výrobě systémů a prvků protiraketové obrany, vývoji a výrobě nosných raket a vývoji, výrobě a provozování kosmické lodě Cygnus. Společnost sídlila v Dullesu ve Virginii ve Spojených státech amerických.
V roce 2015 došlo ke sloučení Orbitalu a několika divizí Alliant Techsystems. Dohromady daly vzniknout nové společnosti jménem Orbital ATK.

## Historie
Orbital Sciences Corporation založili roku 1982 David Thompson, Bruce Ferguson a Scott Webster. Roku 1983 uzavřela první kontrakt s NASA – na vývoj urychlovacího stupně TOS (Transfer Orbit Stage). Vyvíjela a stavěla satelity, roku 1990 proběhl první start rakety Pegasus. Do roku 2000 Pegasy vynesly 69 satelitů. Později společnost Orbital vyvinula a provozovala i rakety Minotaur a Taurus.
Roku 1997 se od Orbitalu oddělila jeho divize satelitní fotografie Orbital Space Imaging, která se roku 2013 sloučila s DigitalGlobe do společnosti GeoEye. Roku 2010 Orbital koupil kosmickou divizi (Advanced Information System's Satellite division) společnosti General Dynamics. Téhož roku se zapojil do programu komerční orbitální dopravy (COTS) americké kosmické agentury NASA.

## Produkty
Od roku 1982 do roku 2015 Orbital dodal zákazníkům přes 140 umělých družic Země. Zprvu se specializoval na malé komunikační, vojenské a vědecké satelity, po akvizici satelitní divize General Dynamics se jeho záběr rozšířil i na vědecké a vojenské družice střední velikosti.
V oblasti nosných raket se Orbital zaměřil na vývoj a výrobu lehkých nosičů. Od roku 1990 nabízel rakety Pegasus o nosnosti 443 kg na nízkou oběžnou dráhu. Od roku 1994 k Pegasům přidal raketu Taurus o nosnosti 1 320 kg na nízkou dráhu. Od roku 2000 do roku 2015 společnost Orbital používala též rakety Minotaur, které mohou vynést na nízkou oběžnou dráhu 580 kg (verze Minotaur I) až 1700 kg (verze Minotaur IV). Minotaur V (první let v září 2013) má nosnost 532 kg na dráhu přechodovou ke geostacionární. Jako účastník programu komerční orbitální dopravy (COTS) americké kosmické agentury NASA Orbital vyvinul nosnou raketu Antares (původně Taurus II, poprvé vzlétl v dubnu 2013) s nosností 5000 kg na nízkou dráhu a nákladní kosmickou loď Cygnus určenou pro dopravu nákladu na Mezinárodní vesmírnou stanici.
Orbital se podílel na testech protiraketové obrany prováděných Missile Defense Agency a dalšími složkami ozbrojených sil USA. Pro testy dodával jak cílová „nepřátelská“ tělesa, tak systémy pohonu – nosiče (Orbital Booster Vehicle) pro antirakety.